# جيمس ودسون بيتس
جيمس ودسون بيتس هو محامي وقاضي وسياسي أمريكي، ولد في 25 أغسطس 1788 في مقاطعة غووتشلاند في الولايات المتحدة، وتوفي في 26 ديسمبر 1846 في فان بيورين في الولايات المتحدة. انتخب Non-voting members of the United States House of Representatives ‏.